# イヴァン・バグリャノフ
イヴァン・イヴァノフ・バグリャノフ（Иван Иванов Багрянов、1891年11月27日 - 1945年2月1日）は、ブルガリアの政治家。第二次世界大戦末期（1944年6月2日 - 9月2日）、首相を務めた。

## 経歴
ボデン村（現ラズグラト州ザヴェト自治体）の大地主出身。1912年、ソフィアの軍事学校を卒業。砲兵将校としてバルカン戦争、第一次世界大戦に従軍。フェルディナントと王太子ボリス(後のボリス3世)の副官を務め、この交友関係から後にボリス3世が1935年のクーデターで独裁体制を樹立する際には、その体制確立に貢献することとなった。
戦後、ソフィア大学で法学、ライプツィヒとウィーンで農業を学ぶ。国王独裁成立後の1938年〜1944年、農民同盟議長。1938年〜1939年、国会議員。1938年11月14日、農業・国有財産相に就任。1941年2月4日、ボグダン・フィロフと交代。1944年6月2日から9月2日まで政府議長、6月1日から12日まで外務・信仰相を兼任し、農地改革に着手した。ソ連軍によるブルガリア占領を許さないために、米英の支援を取り付けようと試みた。
共産体制樹立後、逮捕。1945年1月1日、ブルガリア人民裁判所により死刑を言い渡され、処刑。
| 公職                  | 公職                                       | 公職                                |
| --------------------- | ------------------------------------------ | ----------------------------------- |
| 先代 ドブリ・ボジロフ | ブルガリア王国 閣僚評議会議長 第41代：1944 | 次代 コンスタンティン・ムラヴィエフ |